# Skinny Love
Skinny Love is een lied geschreven door Justin Vernon.

## Bon Iver
Skinny Love werd geschreven door Justin Vernon, de gitarist en centrale man van de indiefolkband Bon Iver uit Wisconsin. Het lied was te horen in de beginaflevering van het vijfde seizoen van Grey's Anatomy. Toch werd het nummer bijna nergens een hit. 

## Birdy
In 2011 bracht Birdy Skinny Love uit als single. Al snel waren er in Engeland meer dan 250.000 downloads verkocht. Nederland en België volgden qua tijd op afstand. Maar hier bereikte het nummer wel een hogere plaats in de hitlijsten.

### Hitnoteringen

#### Nederlandse Top 40
| Hitnotering: 05-11-2011 t/m 05-05-2012 | Hitnotering: 05-11-2011 t/m 05-05-2012 | Hitnotering: 05-11-2011 t/m 05-05-2012 | Hitnotering: 05-11-2011 t/m 05-05-2012 | Hitnotering: 05-11-2011 t/m 05-05-2012 | Hitnotering: 05-11-2011 t/m 05-05-2012 | Hitnotering: 05-11-2011 t/m 05-05-2012 | Hitnotering: 05-11-2011 t/m 05-05-2012 | Hitnotering: 05-11-2011 t/m 05-05-2012 | Hitnotering: 05-11-2011 t/m 05-05-2012 | Hitnotering: 05-11-2011 t/m 05-05-2012 | Hitnotering: 05-11-2011 t/m 05-05-2012 | Hitnotering: 05-11-2011 t/m 05-05-2012 | Hitnotering: 05-11-2011 t/m 05-05-2012 | Hitnotering: 05-11-2011 t/m 05-05-2012 |
| Week:                                  | 1                                      | 2                                      | 3                                      | 4                                      | 5                                      | 6                                      | 7                                      | 8                                      | 9                                      | 10                                     | 11                                     | 12                                     | 13                                     | 14                                     |
| -------------------------------------- | -------------------------------------- | -------------------------------------- | -------------------------------------- | -------------------------------------- | -------------------------------------- | -------------------------------------- | -------------------------------------- | -------------------------------------- | -------------------------------------- | -------------------------------------- | -------------------------------------- | -------------------------------------- | -------------------------------------- | -------------------------------------- |
| Positie:                               | 27                                     | 14                                     | 5                                      | 5                                      | 4                                      | 3                                      | 2                                      | 2                                      | 4                                      | 8                                      | 9                                      | 10                                     | 13                                     | 11                                     |
| Week:                                  | 15                                     | 16                                     | 17                                     | 18                                     | 19                                     | 20                                     | 21                                     | 22                                     | 23                                     | 24                                     | 25                                     | 26                                     | 27                                     |                                        |
| Positie:                               | 9                                      | 11                                     | 13                                     | 13                                     | 15                                     | 19                                     | 16                                     | 20                                     | 24                                     | 27                                     | 30                                     | 35                                     | 40                                     | uit                                    |

#### NederlandseSingle Top 100
| Hitnotering: 29-10-2011 t/m 09-06-2012 | Hitnotering: 29-10-2011 t/m 09-06-2012 | Hitnotering: 29-10-2011 t/m 09-06-2012 | Hitnotering: 29-10-2011 t/m 09-06-2012 | Hitnotering: 29-10-2011 t/m 09-06-2012 | Hitnotering: 29-10-2011 t/m 09-06-2012 | Hitnotering: 29-10-2011 t/m 09-06-2012 | Hitnotering: 29-10-2011 t/m 09-06-2012 | Hitnotering: 29-10-2011 t/m 09-06-2012 | Hitnotering: 29-10-2011 t/m 09-06-2012 | Hitnotering: 29-10-2011 t/m 09-06-2012 | Hitnotering: 29-10-2011 t/m 09-06-2012 | Hitnotering: 29-10-2011 t/m 09-06-2012 | Hitnotering: 29-10-2011 t/m 09-06-2012 | Hitnotering: 29-10-2011 t/m 09-06-2012 | Hitnotering: 29-10-2011 t/m 09-06-2012 | Hitnotering: 29-10-2011 t/m 09-06-2012 | Hitnotering: 29-10-2011 t/m 09-06-2012 |
| Week:                                  | 1                                      | 2                                      | 3                                      | 4                                      | 5                                      | 6                                      | 7                                      | 8                                      | 9                                      | 10                                     | 11                                     | 12                                     | 13                                     | 14                                     | 15                                     | 16                                     | 17                                     |
| -------------------------------------- | -------------------------------------- | -------------------------------------- | -------------------------------------- | -------------------------------------- | -------------------------------------- | -------------------------------------- | -------------------------------------- | -------------------------------------- | -------------------------------------- | -------------------------------------- | -------------------------------------- | -------------------------------------- | -------------------------------------- | -------------------------------------- | -------------------------------------- | -------------------------------------- | -------------------------------------- |
| Positie:                               | 16                                     | 6                                      | 3                                      | 4                                      | 5                                      | 1                                      | 2                                      | 3                                      | 5                                      | 8                                      | 8                                      | 14                                     | 20                                     | 3                                      | 3                                      | 9                                      | 8                                      |
| Week:                                  | 18                                     | 19                                     | 20                                     | 21                                     | 22                                     | 23                                     | 24                                     | 25                                     | 26                                     | 27                                     | 28                                     | 29                                     | 30                                     | 31                                     | 32                                     | 33                                     |                                        |
| Positie:                               | 10                                     | 14                                     | 13                                     | 14                                     | 20                                     | 18                                     | 21                                     | 19                                     | 23                                     | 35                                     | 39                                     | 39                                     | 49                                     | 66                                     | 87                                     | 83                                     | uit                                    |

#### VlaamseUltratop 50
| Hitnotering: (Week 1 t/m 36) 30-07-2011 t/m 26-05-2012 Hitnotering: (Week 37 t/m 39) 09-06-2012 t/m 23-06-2012 | Hitnotering: (Week 1 t/m 36) 30-07-2011 t/m 26-05-2012 Hitnotering: (Week 37 t/m 39) 09-06-2012 t/m 23-06-2012 | Hitnotering: (Week 1 t/m 36) 30-07-2011 t/m 26-05-2012 Hitnotering: (Week 37 t/m 39) 09-06-2012 t/m 23-06-2012 | Hitnotering: (Week 1 t/m 36) 30-07-2011 t/m 26-05-2012 Hitnotering: (Week 37 t/m 39) 09-06-2012 t/m 23-06-2012 | Hitnotering: (Week 1 t/m 36) 30-07-2011 t/m 26-05-2012 Hitnotering: (Week 37 t/m 39) 09-06-2012 t/m 23-06-2012 | Hitnotering: (Week 1 t/m 36) 30-07-2011 t/m 26-05-2012 Hitnotering: (Week 37 t/m 39) 09-06-2012 t/m 23-06-2012 | Hitnotering: (Week 1 t/m 36) 30-07-2011 t/m 26-05-2012 Hitnotering: (Week 37 t/m 39) 09-06-2012 t/m 23-06-2012 | Hitnotering: (Week 1 t/m 36) 30-07-2011 t/m 26-05-2012 Hitnotering: (Week 37 t/m 39) 09-06-2012 t/m 23-06-2012 | Hitnotering: (Week 1 t/m 36) 30-07-2011 t/m 26-05-2012 Hitnotering: (Week 37 t/m 39) 09-06-2012 t/m 23-06-2012 | Hitnotering: (Week 1 t/m 36) 30-07-2011 t/m 26-05-2012 Hitnotering: (Week 37 t/m 39) 09-06-2012 t/m 23-06-2012 | Hitnotering: (Week 1 t/m 36) 30-07-2011 t/m 26-05-2012 Hitnotering: (Week 37 t/m 39) 09-06-2012 t/m 23-06-2012 | Hitnotering: (Week 1 t/m 36) 30-07-2011 t/m 26-05-2012 Hitnotering: (Week 37 t/m 39) 09-06-2012 t/m 23-06-2012 | Hitnotering: (Week 1 t/m 36) 30-07-2011 t/m 26-05-2012 Hitnotering: (Week 37 t/m 39) 09-06-2012 t/m 23-06-2012 | Hitnotering: (Week 1 t/m 36) 30-07-2011 t/m 26-05-2012 Hitnotering: (Week 37 t/m 39) 09-06-2012 t/m 23-06-2012 | Hitnotering: (Week 1 t/m 36) 30-07-2011 t/m 26-05-2012 Hitnotering: (Week 37 t/m 39) 09-06-2012 t/m 23-06-2012 | Hitnotering: (Week 1 t/m 36) 30-07-2011 t/m 26-05-2012 Hitnotering: (Week 37 t/m 39) 09-06-2012 t/m 23-06-2012 | Hitnotering: (Week 1 t/m 36) 30-07-2011 t/m 26-05-2012 Hitnotering: (Week 37 t/m 39) 09-06-2012 t/m 23-06-2012 | Hitnotering: (Week 1 t/m 36) 30-07-2011 t/m 26-05-2012 Hitnotering: (Week 37 t/m 39) 09-06-2012 t/m 23-06-2012 | Hitnotering: (Week 1 t/m 36) 30-07-2011 t/m 26-05-2012 Hitnotering: (Week 37 t/m 39) 09-06-2012 t/m 23-06-2012 | Hitnotering: (Week 1 t/m 36) 30-07-2011 t/m 26-05-2012 Hitnotering: (Week 37 t/m 39) 09-06-2012 t/m 23-06-2012 | Hitnotering: (Week 1 t/m 36) 30-07-2011 t/m 26-05-2012 Hitnotering: (Week 37 t/m 39) 09-06-2012 t/m 23-06-2012 | Hitnotering: (Week 1 t/m 36) 30-07-2011 t/m 26-05-2012 Hitnotering: (Week 37 t/m 39) 09-06-2012 t/m 23-06-2012 |
| Week: | 1 | 2 | 3 | 4 | 5 | 6 | 7 | 8 | 9 | 10 | 11 | 12 | 13 | 14 | 15 | 16 | 17 | 18 | 19 | 20 | 21 |
| --- | --- | --- | --- | --- | --- | --- | --- | --- | --- | --- | --- | --- | --- | --- | --- | --- | --- | --- | --- | --- | --- |
| Positie: | 47 | 31 | 18 | 3 | 5 | 7 | 3 | 4 | 4 | 5 | 4 | 3 | 6 | 6 | 4 | 5 | 6 | 7 | 9 | 8 | 11 |
| Week: | 22 | 23 | 24 | 25 | 26 | 27 | 28 | 29 | 30 | 31 | 32 | 33 | 34 | 35 | 36 | | 37 | 38 | 39 | | |
| Positie: | 17 | 23 | 29 | 36 | 40 | 33 | 36 | 33 | 42 | 38 | 50 | 26 | 24 | 32 | 29 | uit | 45 | 44 | 50 | uit | |

#### VlaamseRadio 2 Top 30
| Hitnotering: 26-11-2011 t/m 17-03-2012 | Hitnotering: 26-11-2011 t/m 17-03-2012 | Hitnotering: 26-11-2011 t/m 17-03-2012 | Hitnotering: 26-11-2011 t/m 17-03-2012 | Hitnotering: 26-11-2011 t/m 17-03-2012 | Hitnotering: 26-11-2011 t/m 17-03-2012 | Hitnotering: 26-11-2011 t/m 17-03-2012 | Hitnotering: 26-11-2011 t/m 17-03-2012 | Hitnotering: 26-11-2011 t/m 17-03-2012 | Hitnotering: 26-11-2011 t/m 17-03-2012 | Hitnotering: 26-11-2011 t/m 17-03-2012 | Hitnotering: 26-11-2011 t/m 17-03-2012 | Hitnotering: 26-11-2011 t/m 17-03-2012 | Hitnotering: 26-11-2011 t/m 17-03-2012 | Hitnotering: 26-11-2011 t/m 17-03-2012 | Hitnotering: 26-11-2011 t/m 17-03-2012 | Hitnotering: 26-11-2011 t/m 17-03-2012 | Hitnotering: 26-11-2011 t/m 17-03-2012 | Hitnotering: 26-11-2011 t/m 17-03-2012 |
| Week:                                  | 1                                      | 2                                      | 3                                      | 4                                      | 5                                      | 6                                      | 7                                      | 8                                      | 9                                      | 10                                     | 11                                     | 12                                     | 13                                     | 14                                     | 15                                     | 16                                     | 17                                     |                                        |
| -------------------------------------- | -------------------------------------- | -------------------------------------- | -------------------------------------- | -------------------------------------- | -------------------------------------- | -------------------------------------- | -------------------------------------- | -------------------------------------- | -------------------------------------- | -------------------------------------- | -------------------------------------- | -------------------------------------- | -------------------------------------- | -------------------------------------- | -------------------------------------- | -------------------------------------- | -------------------------------------- | -------------------------------------- |
| Positie:                               | 24                                     | 15                                     | 7                                      | 6                                      | 2                                      | 2                                      | 2                                      | 4                                      | 5                                      | 6                                      | 8                                      | 9                                      | 16                                     | 18                                     | 22                                     | 25                                     | 27                                     | uit                                    |

#### NPO Radio 2 Top 2000
| Nummer met noteringen in de NPO Radio 2 Top 2000 | '11 | '12 | '13 | '14  | '15  | '16  | '17  | '18  | '19  | '20  | '21  | '22 | '23  | '24  |
| ------------------------------------------------ | --- | --- | --- | ---- | ---- | ---- | ---- | ---- | ---- | ---- | ---- | --- | ---- | ---- |
| Skinny love                                      | 957 | 412 | 682 | 1190 | 1473 | 1429 | 1633 | 1764 | 1747 | 1765 | 1989 | -   | 1964 | 1976 |

1. ↑  Een '-' betekent dat het nummer niet was genoteerd en een vetgedrukt getal geeft de hoogste notering aan.
2. ↑  2011 was het eerste jaar met een notering voor dit nummer.